# Josef Svoboda (polárník)
Josef Svoboda (16. července 1929 Praha – 21. listopadu 2022 Burlington) byl česko-kanadský ekolog, polárník, skaut a bývalý politický vězeň komunistického režimu.
Studoval přírodovědu a filozofii na Masarykově univerzitě v Brně. V roce 1949 byl v průběhu studia pro svou skautskou činnost zatčen a v politickém procesu odsouzen k 11 letům vězení. Pět let z trestu strávil prací v uranových dolech, v roce 1958 byl propuštěn.
Po propuštění pracoval jako ošetřovatel v brněnské zoo a později v Botanickém ústavu Československé akademie věd.
V době pražského jara spoluzakládal klub bývalých politických vězňů K 231. Po okupaci emigroval do Kanady, kde studoval na univerzitách v Ontariu a Edmontonu a specializoval se na arktickou rostlinnou ekologii. Dlouhodobě působil jako profesor na univerzitě v Torontu, kde třicet let pořádal pro své studenty výpravy do Arktidy.
V roce 1995 mu Masarykova univerzita udělila čestný doktorát v oboru přírodních věd, je laureátem Ceny Neuron za přínos světové vědě za rok 2017 – biologie. V roce 2020 se pak stal laureátem Řádu Kanady za svůj „průkopnický výzkum ekosystémů tundry a za celoživotní mentorování vědců studujících Arktidu“. Je po něm pojmenována výzkumná stanice Jihočeské univerzity na Špicberkách.